# Arthur Davies
Arthur Davies (11. dubna 1941 – 8. srpna 2018) byl velšský operní pěvec (tenorista). Narodil se ve Wrexhamu a studoval u Josepha Warda na Royal Northern College of Music v anglickém Manchesteru. Coby profesionál debutoval v roce 1972 ve Velšské národní opeře v Billy Buddovi od Benjamina Brittena, kde ztvárnil postavu Squeaka. Na stejném místě později vystupoval například v operách Lazebník sevillský (Rossini), Carmen (Bizet), Così fan tutte (Mozart) a Bohéma (Puccini). V roce 1976 poprvé vystoupil v Královské opeře v Londýně. Později vystupoval i v USA, Německu, Chile a dalších zemích.